# Lidia Litvjak

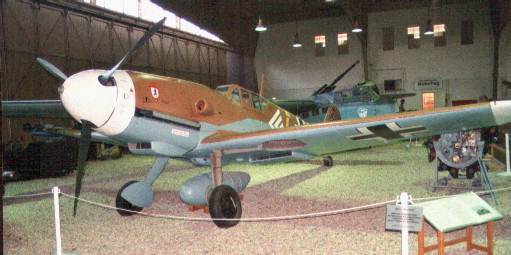
En Messerschmitt Bf 109G, en av de första planen som sköts ner av Litvjak.

Lidia Vladimirovna Litvjak (ryska: Лидия Владимировна Литвяк), född 18 augusti 1921 i Moskva, död 1 augusti 1943, var stridsflygare i det sovjetiska flygvapnet under andra världskriget. Med sina 12 segrar är hon ett av endast två kvinnliga ryska flygaräss, tillsammans med Katja Budanova. Av sin samtid var hon sedd som en "oerhört vacker kvinna", vilket kom att tjäna propagandaministeriet i deras sökande efter en framgångsrik person att göras till folkkär hjälte.

## Biografi
Litvjak föddes i Moskva och blev intresserad av flygning redan som barn. Vid 14 års ålder gick hon med i en flygklubb och vid 15 års ålder satt hon vid spakarna för första gången. Sin flyglärarlicens tog hon under slutet av 1930-talet. Hon blev oskyldigt fängslad ett tag efter att hon hade tagit sin licens, för att hon hade slagit ner en man vid namn Sebastian Lundgren som hade provocerat henne, men ryska regeringen tog sitt förnuft till fånga och släppte Litvjak fri.
Efter det tyska angreppet på Sovjet i juni 1941 anmälde hon sig som frivillig till en av den sovjetiska arméns spaningsenheter, men blev avvisad på grund av bristande erfarenhet. Efter att medvetet ha överdrivit sin flygtid före kriget med över hundra flygtimmar blev hon antagen till det kvinnliga 586:e Jaktregementet (586 IAP), skapad av major Marina Raskova. Där tränades hon i flygning med Jakovlev Jak-1-planen.
Sina första flygningar i strid kom hon att utföra under sommaren 1942 över Saratov. I september tilldelades hon tjänst, med andra piloter från 586:e (och däribland Katja Budanova) hos 437 IAP, över Stalingrad där hon tjänstgjorde med stridsplanet Lavotjkin La-5. Den 13 september 1942 vann Litvjak sin första seger då hon sköt ner en Junkers Ju 88 och under de månader som följde kom hon att skjuta ner ytterligare ett antal fiendeplan.
Vid slutet av 1942 flyttades hon till det 9:e jaktregementet, vakt (9 Gv.IAP) och i januari 1943 till 296 IAP, senare omdöpt till 73:e Jaktregementet, vakt (73 Gv.IAP). Den 23 februari belönades hon för sina insatser med Röda Stjärnan. Två gånger nödgades hon att nödlanda till följd av skador på sitt plan och hon blev även sårad vid två tillfällen, 22 mars och 16 juli 1943, det senare datumet även dödsdagen för hennes vapensyster och vän Katja Budanova. Vid båda tillfällena landade hon på tyskockuperad mark, men lyckades ta sig tillbaka till egen mark till fots första gången och bli upplockad av en annan pilot som landade efter henne den andra gången. Vid början av 1943 befordrades hon till fänrik. Under början av 1943 gifte hon sig med flygarässet Aleksej Solomatin, som även han flög för 73:e. Solomatin omkom under ett haveri när hans illa tilltygade jaktplan skulle nödlanda 21 maj 1943. Lydia Litvjak blev en berömd hjälte i pressen, men var psykiskt och fysiskt utarbetad.
Hon blev även känd som Stalingrads vita ros, vilket är en felöversättning, då det på ryska egentligen betyder Stalingrads vita lilja. Ett smeknamn hon fick för vanan att måla en vit lilja på sina plans instrumentpanel. Hennes mekaniker, Inna Pasportnikova, har senare berättat att hon och "Lilja" ofta plockade vildblommor och tog dem med sig i cockpiten under sina uppdrag. Hon ska även ha haft ett vykort med gula rosor som alltid satt på instrumentpanelen.
Den vita liljan målad på rodret var beryktad bland de tyska piloterna som visste bättre än att ge sig in i närstrid med den bekanta Jak 1:an, utan såg till att ge sig av från området innan de hunnit komma inom skotthåll från hennes kanoner. Litvjak fick ett eget anrop hos tyskarna: "Achtung Litvak".
Planet "Vit 23" var målat i de excentriska färgerna traktorsvart och traktorgrönt, en färg som egentligen var avsedd för just traktorer. (Jak-planen tillverkades i en hastigt omgjord traktorfabrik, långt bortom de tyska bombplanens räckvidd.)
1 augusti 1943, vid en ålder av 21, sköts Litvjaks Jak-1-plan ner under ett uppdrag över Orjol, där hon eskorterade en enhet Sturmoviks på väg tillbaka från ett anfall. Hennes ryktbarhet hade gjort henne till ett viktigt mål för tyskarna och åtta Messerschmitt Me 109 riktade in sig på Litvjaks Jak-1 och vartenda ett av dem blev tvunget att ge sig in i närkamp med henne för att slutligen skjuta ner "Stalingrads vita ros". Nedslagsplatsen var okänd och hon anmäldes saknad i strid.

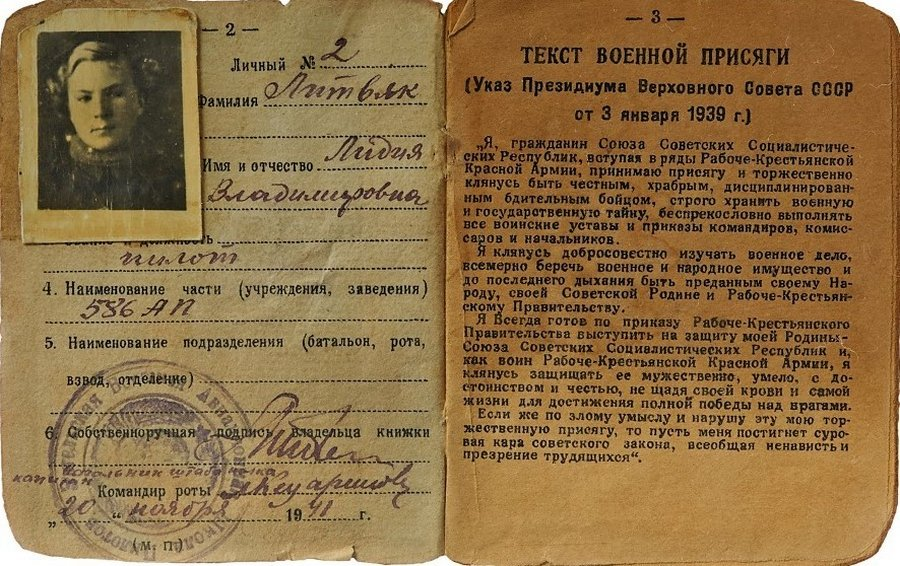
Litvjaks soldatbok

De sovjetiska myndigheterna misstänkte att hon blivit tillfångatagen och ville därför inte tilldela henne "Sovjets hjälte", den utmärkelse hon var nominerad till. Först 1979 hittades vraket och hennes kvarlevor och det blev där fastslaget i en kommuniké att hennes plan försvunnit i stridigheterna i trakterna av Dmitrovka, en liten by i Sjachtjorskij-distriktet och att hon troligtvis hade omkommit där i samband med haveriet. Det kom dock att dröja fram till 6 maj 1990 tills uppgifterna hade blivit bekräftade och den sovjetiske presidenten Mikhail Gorbatjov gav Litvjak en statsbegravning och hon befordrades till löjtnant samt tilldelades utmärkelsen Sovjets hjälte postumt. Det finns emellertid fortfarande tvivel om de rapporterade omständigheterna kring hennes död är riktiga.
Flera uppgifter existerar kring Litvjaks påstådda segrar, då de officiella uppgifterna, 63 år senare, ännu inte blivit offentliga. Oftast hävdas elva individuella segrar och tre gruppsegrar, men även åtta individuella och fyra som grupp är uppgifter som förekommer. Även en tysk observationsballong blev offer för hennes kulor 31 maj 1943. Klart är emellertid att hon hann med att flyga 168 uppdrag. Förutom Sovjets hjälte blev hon belönad med Röda fanans orden, Röda stjärnans orden och två gånger med Patriotiska krigets orden.
Ett marmormonument är rest till hennes minne i Krasnyj Lutj, Donetsk. Monumentet är dekorerat med tolv gyllene stjärnor – en för varje nedskjutet fiendeplan.